# Witalij Łogwin
Witalij Nikołajewicz Łogwin (ros. Виталий Николаевич Логвин; ur. 26 stycznia 1958 w Taszkencie) – radziecki szermierz, złoty medalista mistrzostw świata.
Podczas mistrzostw świata w Rzymie w 1982 roku reprezentanci ZSRR w składzie: Aleksandr Romankow, Wladimer Apciauri, Jurij Łykow, Witalij Łogwin i Władimir Smirnow zdobyli złoty medal w zawodach drużynowych. Był to jedyny medal wywalczony przez Łogwina w zawodach tego cyklu.
Nigdy nie wziął udziału w igrzyskach olimpijskich.
Po zakończeniu kariery osiadł w Meksyku, gdzie został działaczem sportowym. W 2015 roku został wybrany na prezydenta Panamerykańskiej Konfederacji Szermierki. Został też członkiem Komitetu Wykonawczego Międzynarodowej Federacji Szermierczej.